# Arnaldo Matos
Arnaldo Matias de Matos (Santa Cruz, Madeira, 24 de fevereiro de 1939 — Lisboa, 22 de fevereiro de 2019) foi um político português que foi dirigente do PCTP/MRPP nos anos de 1970, tendo sido o único dos quatro fundadores do então MRPP a manter-se ligado ao partido (Vidaul Ferreira, João Machado e Fernando Rosas foram-se afastando do partido, continuando apenas este último ativo partidariamente).

## Biografia
Começou por ser conhecido pelas camadas de jovens operários e estudantes militantes e simpatizantes do PCTP/MRPP no pós-25 de Abril, por ser “delegado do Comité Lenine”, que era o Comité Central do MRPP. Logo após a legalização do movimento, em 18 de fevereiro de 1975, foi preso pela primeira vez em Mirandela, pelo COPCON, e foi a partir dessa data que todo o Partido ficou a saber o seu nome. “Libertação imediata do camarada Arnaldo Matos!”, gritaram então alguns militantes e simpatizantes no Rossio, em Lisboa. Na decorrência das actividades contra-regime democrático do partido, suspenso a 17 de Março de 1975, é preso a 28 de Maio como outros partidários do MRPP, após o seu partido se ter recentemente envolvido no rapto e consequente tortura de diversos militares tidos como spinolistas, como José Jaime Coelho da Silva e sua mulher Natércia, e Marcelino da Mata.
Sai vencedor de uma série de conflitos políticos com a facção de Saldanha Sanches, resultando neste último abandonar o MRPP em Setembro de 1975, ano em que o então "renegado Sanches” publicou "O MRPP: instrumento da contra‑revolução", extensa crítica ao partido e a Arnaldo, que declara ter moldado o partido em torno de culto ao líder e tomado uma posição de “colaboração aberta e expressa com os fascistas”.
Em 2015, e apesar de não possuir nenhum cargo no PCTP/MRPP, dá "ordem" de suspensão a todos os membros do Comité Permanente do Comité Central, o que inclui António Garcia Pereira, em tempos seu amigo pessoal. Começa uma nova luta interna que terminou com a demissão de Garcia Pereira do partido e que pode ser acompanhada no jornal online "Luta Popular", a ponto de o conhecido político e advogado ter escrito uma série de textos que publicou num sítio digital, intitulado "em nome de verdade", que detalhava a sua perspectiva oposta à de Arnaldo.
Apesar de não fazer parte dos órgãos do Partido, passou a liderar o PCTP/MRPP em termos práticos como, aliás, se pode verificar na própria página do jornal. O partido não elegeria novo líder até após a sua morte. 
Em dezembro de 2015, afirmou que os Ataques de novembro de 2015 em Paris foram um “acto legítimo de guerra” e que não foram feitos por “islamitas, mas por jihadistas, isto é, combatentes dos povos explorados e oprimidos pelo imperialismo, nomeadamente francês”.
Morreu a 22 de fevereiro de 2019, na sua casa em Lisboa, a dois dias de completar 80 anos de idade, vítima de doença pulmonar obstrutiva crónica, que resultou numa crise cardíaca.
Com a sua morte, é eleita para chefia do partido Maria Cidália Guerreiro, "companheira dos últimos anos" de Arnaldo.